# Daegu
Daegu, tidigare skrivet Taegu, (hangul: 대구, hanja: 大邱) är en stad i sydöstra Sydkorea med cirka 2,4 miljoner invånare, vilket gör den till landets fjärde största stad. Daegu är en av Sydkoreas storstäder (gwangyeoksi), och är en självständig enhet på ungefär samma administrativa nivå som landets provinser. I staden finns bland annat textil-, läder- och metallindustri. Det finns fem universitet i staden. 

## Historia
Området där Daegu är beläget idag har spår av invånare från förhistorisk tid. Fynd från bronsåldern har upptäckts. En bronskniv som har hittats vid Daegu har utsetts till Sydkoreas nationalmonument nummer 137. Den första stammen som bebodde området var Dalgubeolstammen. Staden hamnade sedan under Sillas kontroll. 689 hade Silla planer på att flytta sin huvudstad till Daejon. Det var även under Silla som stadens namn omnämns först, under kung Gyeongdeok. Namnet blev officiellt av kung Jeongjo av Joseon, då Daegu var huvudort i provinsen Gyeongsang. Under 1200-talet blev staden en militär knutpunkt.

## Geografi
Daegu är belägen i en sänka, omgiven av låga berg. I de centrala delarna av staden rinner floden Sincheon. En annan flod, Geumho, flyter norr och söder om staden. Väster om Daegu flyter den samman med Nakdong som är Sydkoreas längsta flod. 
I staden kan man urskilja fyra årstider, liksom i övriga Korea. Vintrarna är ofta kalla medan somrarna är varma och tryckande. Det råder regnperiod mellan juni och september. Den varmaste perioden är mellan juli och augusti medan den kallaste är januari.

## Administrativ indelning
Daegu är indelat i sju gu (stadsdistrikt) och en gun (landskommun).
- Buk-gu
- Dalseo-gu
- Dong-gu
- Jung-gu
- Nam-gu
- Seo-gu
- Suseong-gu
- Dalseong-gun

De sju stadsdistrikten (gu) är indelade i 132 dong (stadsdelar), och Dalseong-gun är indelat i sex eup (köpingar) och tre myeon (socknar).

## Kultur och turism

### Sport
Den 27 mars 2007 blev staden utsedd till värd för världsmästerskapen i friidrott 2011. Evenemanget ägde rum 27 augusti till 4 september. Daegus främsta medtävlande om IAAF-rådets röster var Moskva och Brisbane i Australien. Tilldragelsen är den första av världsmästerskapen i friidrott som hålls på det asiatiska fastlandet. Daegu World Cup Stadium (Blue Arc) är en sportarena i Daegu. Den tar 66 000 åskådare och byggdes för Fotbolls-VM 2002. Fyra matcher i detta VM spelades på arenan. Hemmaplan för fotbollslaget Daegu FC.

## Vänorter
- Atlanta, USA (1981)
- Almaty, Kazakstan (1990)
- Qingdao, Kina (1993)
- Minas Gerais, Brasilien (1994)
- Hiroshima, Japan (1997)
- Sankt Petersburg, Ryssland (1997)
- Milano, Italien (1998)
- Plovdiv, Bulgarien (2002)